# خانه تقی خان صوفی
خانه تقی خان صوفی مربوط به دوره پهلوی اول است و در شهرستان املش، بخش رانکوه، مرکز روستای امام واقع شده و این اثر در تاریخ ۲ آبان ۱۳۸۲ با شمارهٔ ثبت ۱۰۵۸۴ به‌عنوان یکی از آثار ملی ایران به ثبت رسیده است.